# Arthur Guinness
Arthur Guinness (24. september 1725 – 23. januar 1803) var en irsk succesrig ølbrygger og grundlægger af Guinness bryggeriet i Dublin samt den indflydelsesrige Guinness. Arthur var født i Celbridge og voksede op i Ardclough, County Kildare. 
Arthur Guinness etablerede sit første bryggeri i Leixlip, men den første pint Guinness blev brygget i Celbridge i en pub, der lå, hvor Mucky Duck Pub i dag ligger.
I 1761 blev Arthur Guinness gift med Olivia Whitmore i St. Mary's Church i Dublin, og sammen fik de 21 børn, hvoraf de 10 fik et langt voksenliv. Fra 1764 bode familien i Beaumont House, der i dag er en del af Beaumont Hospital, mellem Santry og Raheny i den nordlige del af County Dublin. Tre af Arthurs sønner blev ligeledes ølbryggere, mens andre efterkommere inkluderer missionærer, politikere og forfattere.
1. ↑  Navnet er anført på engelsk og stammer fra Wikidata hvor navnet endnu ikke findes på dansk.
2. ↑  Navnet er anført på engelsk og stammer fra Wikidata hvor navnet endnu ikke findes på dansk.
3. ↑  Navnet er anført på engelsk og stammer fra Wikidata hvor navnet endnu ikke findes på dansk.
4. ↑  Navnet er anført på engelsk og stammer fra Wikidata hvor navnet endnu ikke findes på dansk.
5. ↑  Navnet er anført på engelsk og stammer fra Wikidata hvor navnet endnu ikke findes på dansk.
6. ↑  Navnet er anført på engelsk og stammer fra Wikidata hvor navnet endnu ikke findes på dansk.
7. ↑  Navnet er anført på engelsk og stammer fra Wikidata hvor navnet endnu ikke findes på dansk.
8. ↑  Navnet er anført på engelsk og stammer fra Wikidata hvor navnet endnu ikke findes på dansk.
9. ↑  Navnet er anført på engelsk og stammer fra Wikidata hvor navnet endnu ikke findes på dansk.
10. ↑  Navnet er anført på engelsk og stammer fra Wikidata hvor navnet endnu ikke findes på dansk.
11. ↑  Navnet er anført på engelsk og stammer fra Wikidata hvor navnet endnu ikke findes på dansk.
12. ↑  Navnet er anført på engelsk og stammer fra Wikidata hvor navnet endnu ikke findes på dansk.
13. ↑  Navnet er anført på engelsk og stammer fra Wikidata hvor navnet endnu ikke findes på dansk.
14. ↑  Navnet er anført på engelsk og stammer fra Wikidata hvor navnet endnu ikke findes på dansk.
15. ↑  Navnet er anført på engelsk og stammer fra Wikidata hvor navnet endnu ikke findes på dansk.